# سنغ سياه (دجغان)
سنغ سیاه (بالفارسية: سنگ سیاه) هي قرية تقع في إيران في بلدة دزكان. يقدر عدد سكانها بـ 100 نسمة .